# Dário Berger
Dário Elias Berger (Bom Retiro, 7 de dezembro de 1956) é um político brasileiro, filiado ao Partido da Social Democracia Brasileira (PSDB). Foi prefeito de São José entre 1997 a 2004, e de Florianópolis entre 2005 a 2013. Foi Senador pelo estado de Santa Catarina de 2015 a 2023.

## Biografia

### Vida pessoal
É filho de Elias Berger e de Melida Schlemper Berger, nasceu no município de Bom Retiro (SC). Formado em administração de empresas pela Universidade Federal de Santa Catarina (UFSC), com especialização em recursos humanos pela Universidade do Estado de Santa Catarina (UDESC).

### Formação acadêmica e ingresso na vida pública
Berger ingressou na vida pública em 1989, exercendo os cargos de diretor de pessoal e de presidente da Comissão Municipal de Esportes. Na prefeitura de São José, ocupou, ainda, a direção-geral da Secretaria de Administração, em 1991.

### Cargos eletivos[2]
Em 1992, foi eleito vereador por São José com 994 votos. No pleito de 1996, Berger foi eleito Prefeito de São José com 32.972 votos – 46,7% dos votos válidos. Em 2000foi reeleito com 73.836 votos – 84,72% dos votos válidos.
Nas eleições de 2004 Dário foi eleito prefeito por Florianópolis, sendo reeleito em 2008. Em 2014, Dário foi eleito Senador por Santa Catarina com 1.308.521 votos – 42,82% (Partido – PMDB)

## Atuação no Congresso Nacional
Desde o início do mandato como senador por Santa Catarina, em 2015, Berger assumiu diversas atribuições em Brasília.
No dia 16 de maio de 2017, foi eleito por aclamação para conduzir a Comissão Mista de Planos, Orçamentos Públicos e Fiscalização (CMO), no Congresso Nacional. O colegiado é responsável por elaborar e Lei Orçamentária do país que define, entre outras coisas, os valores e as áreas onde o governo federal deverá investir o dinheiro público no ano seguinte.
No início do ano legislativo de 2019, Berger assumiu a presidência da Comissão de Educação, Cultura e Esporte do Senado Federal, responsável por debater e votar propostas ligadas à educação, à cultura e ao esporte nacional.
Durante seu mandato como senador, seu gabinete solicitou a mudança do número do gabinete de 24 para 26, fazendo com que o senado não tivesse um gabinete de número 24 durante o período de legislatura de 2015 a 2018. O gabinete de número 24 foi retomado pelo senador Rodrigo Pacheco em 2019.
O senador também atuou como presidente, vice-presidente e relator em demais colegiados que discutiram Medidas Provisórias:
- Presidente - MP 728/2016 - A medida propunha o resgate do Ministério da Cultura e criação das Secretarias Especiais dos Direitos da Pessoa com Deficiência e dos Direitos da Pessoa Idosa.
- Presidente - MP 793/2017 - A medida tratou da permissão da renegociação dos débitos dos produtores rurais com o Fundo de Assistência ao Trabalhador Rural (Funrural) e redução da alíquota desta contribuição social a partir de 1º de janeiro de 2018.
- Presidente - MP 838/2018 - A medida propôs a concessão de subsídio com recursos da União para reduzir o preço do óleo diesel rodoviário
- Presidente - MP 881/2019 - MP da Liberdade Econômica - A Medida propõe reduzir burocracia para iniciativa privada, incentivar o empreendedorismo e o livre mercado com objetivo de gerar empregos.
- Relator - MP 821/2018 - A medida que propôs a criação do Ministério da Segurança Pública.
- Relator - MP 852/ 2018 - A medida propôs a transferência de 3.800 imóveis do Instituto Nacional de Seguro Social (INSS) para a União. A mesma MP também extingue o fundo da antiga Rede Ferroviária Federal (RFFSA), liberando imóveis que poderão ser vendidos.
- Vice-presidente - Comissão Parlamentar de Inquérito (CPI) dos Cartões de Crédito.
- Vice-presidente - MP 741/2016 do FIES - A medida estabelecia que a remuneração administrativa dos bancos na concessão do Fundo de Financiamento Estudantil (Fies) seria paga pelas instituições privadas de ensino superior e não mais pela União. A remuneração, prevista na lei de criação do Fies (Lei 10.260/2001), é de 2% sobre o valor dos encargos educacionais liberados.

Em 2019, atuou como membro titular nas seguintes comissões:
- Comissão de Agricultura e Reforma Agrária – CRA
- Comissão de Desenvolvimento Regional – CDR
- Comissão de Transparência, Fiscalização, Controle e Defesa do Consumidor – CTFC

E foi suplente nestas:
- Comissão de Constituição e Justiça – CCJ
- Comissão de Assuntos Econômicos – CAE
- Comissão de Ciência, Tecnologia, Inovação, Comunicação e Informática – CCT

## Condenações judiciais
Em 2012, foi condenado por improbidade administrativa, em processo iniciado em 2008. Em 2018, a sentença foi confirma em segunda instância, pelo mesmo processo, quando ainda era prefeito de Florianópolis.

## Números do Mandato de Senador da República[4]
- 95 proposições
- 1 projeto de decreto legislativo
- 3 propostas de emenda a constituição
- 25 projetos de lei[13]
- 2 projetos de resolução do senado
- 62 requerimentos
- 86 relatorias[14]

## Homenagens[15]
Principais comendas e honrarias recebidas:
- 16 de abril de 1999 – Título de Cidadão Honorário Alcantarense (Município de São Pedro de Alcântara);
- 10 de julho de 1999 – Título de Cidadão Honorário Santoamarense (Município de Santo Amaro da Imperatriz);
- 23 de abril de 2000 – Título de Cidadão Honorário de Palhoça (Município de Palhoça);
- 30 de junho de 2000 – Prêmio Brasmarket/SBT/IstoÉ – Melhores da Administração Pública;
- 15 de dezembro de 2000 – Título de Cidadão Honorário de São José (Município de São José);
- 19 de março de 2001 – Título de Cidadão Honorário de São José (Município de São José);
- 14 de agosto de 2002 – Prêmio Gestor Social Responsável CRC/SC (Conselho Regional de Contabilidade de Santa Catarina);
- 13 de abril se 2005 – Medalha Marechal Mascarenhas de Moraes (Conselho Deliberativo da Associação Nacional dos Veteranos da FEB);
- 8 de maio de 2005 – Medalha do Mérito (Conselho Nacional da Associação dos Ex-combatentes do Brasil);
- 13 de maio de 2005 – Cidadão Honorário de Biguaçu (Município de Biguaçu);
- 27 de outubro de 2005 – Prêmio Amigo da Criança Catarinense (Associação Catarinense de Conselhos Tutelares);
- 4 de novembro de 2005 – Medalha Cinquentenário do Tribunal de Contas de SC (Tribunal de Contas de Santa Catarina);
- 14 de dezembro de 2005 – Troféu Top Marcas 2005, Político Destaque 2005/2006 e Prêmio Prefeito Amigo da Criança (Fundação Abrinq);
- 8 de março de 2006 - Medalha Albertina Krummel Maciel (Dia Internacional Da Mulher – Prefeitura São José);
- 24 de outubro de 2006 – Diploma e Medalha Marechal Falconiere (Força Expedicionária Brasileira);
- 5 de dezembro de 2006 – Certificado II Jornada de Educação e Cultura (Cesusc);
- 23 de março de 2007 – Título Cidadão Honorário de Florianópolis (Município de Florianópolis);
- Dezembro de 2010 – Medalha de Mérito Ex-Combatentes do Brasil (Conselho Nacional Ex-Combatentes);
- 2009/2012 – Prêmio Prefeito Amigo da Criança – Gestão 2009/2012;
- Fevereiro de 2017 – Medalha Deferência Polícia Federal (Polícia Federal);
- 22 de novembro de 2017 – Diploma e Medalha Defesa Civil Nacional (Defesa Civil Nacional);
- 18 de dezembro de 2017 – Diploma e Medalha Mérito Tamandaré (Marinha do Brasil);
- 23 de outubro de 2017 – Ordem do Mérito Aeronáutico;
- 8 de junho de 2017 – Ordem do Mérito da Defesa;
- 29 de março de 2019 – Título de Cidadão Honorário de São João do Itaperiú (Município de São João do Itaperiú).